# Nordvestkvarteret
Nordvestkvarteret, eller blot Nordvest, er et område i København, der overvejende er beliggende i den sydvestlige del af bydelen Bispebjerg. Der foreligger ingen officiel definition af området, hvorfor der ikke findes klare grænser for området, men der sættes ofte lighedstegn mellem begrebet Nordvestkvarteret og det område, der dækkes af postnummer-distriktet 2400 København NV, selvom der kan være områder uden for dette postnummer, hvori man føler kulturel eller sociologisk tilhørsforhold til området. I 2005 var der 44.177 indbyggere i området.

## Historien
En stor del af det nuværende Nordvestkvarter, var tidligere en del af det daværende Brønshøj-Rødovre Kommune og bestod primært af landlig bebyggelse og mindre virksomheder. I starten af det 20. århundrede opkøber Københavns Kommune området af Brønshøj-Rødovre kommune, med henblik på at opføre en "socialdemokratisk drøm hvor man kan leve fra vugge til grav uden at bevæge sig mere end et par gader", og i de følgende år opføres en del socialt byggeri, hvortil der bl.a. også modtages beboere fra boligsaneringer i det centrale København og husvildehjem. I takt med at der opføres spredte sociale boligbyggerier, opføres der også mindre og større industribygninger imellem boligbyggerierne. Dette medfører anlæggelser af en anden type beboelse og eksempelvis anlægges typografernes hus i 1934, hvor beboerne stadigvæk primært er gamle typografer og tilsvarende fag og hvor der i kælderen findes en stadigvæk virkende trykkemaskine.
Frem mod 1980'erne bliver Nordvestkvarteret i stigende grad præget af, at være et sted for lejligheder, der er relativt billige i forhold til det øvrige København og i 1980 udpeges området af distriktspsykiatrien som et område, hvor personer med psykiske lidelser anbringes blandt den øvrige befolkning, hvilket medførte en stigning i hærværk og overfald. I 1993 blev der imellem boligministeriet, socialministeriet og Københavns kommune indgået en aftale om en "helhedsorienteret indsats i Nordvest-kvarteret", hvilket senere tjente som model og forløber for den type projekter, der i dag kendes som kvarterløftprojekter.
I dag er området grundet den store fokus byfornyet og området præges af, at der er stor etnisk diversitet i både beboere og forretninger, samtidigt med at de tidligere industribygninger i stigende grad renoveres og konverteres til moderne beboelsers.

## Karakteristika og seværdigheder
Området afgrænses (fra nord, med uret) af den øvrige del af bydelen Bispebjerg, bydelene Østerbro og Nørrebro, Frederiksberg Kommune og bydelene Vanløse og Brønshøj-Husum og gennemskæres af indfaldsvejene Tagensvej, Frederiksborgvej, Tuborgvej/Tomsgårdsvej/Hulgårdsvej, Borups Allé og Hillerødgade.
Området indeholder to større grønne områder, Utterslev Mose i den nordvestlige del og Bispebjerg Kirkegård placeret centralt, samt et antal mindre grønne områder, herunder Emaljehaven, et renoveret grønt område, der tidligere har haft Glud & Marstrands metalvarefabrik til huse, Rødkilde park, der danner rammen om Rødkilde Naturlegeplads og den i 2009 anlagte Nordvestparken, der i 2010 vandt Danske Lyspris.
Området er præget af de gamle sociale bolig- og industribyggerier, der i dag finder forskellige anvendelser. Mange af de gamle bygninger er endnu ikke renoveret eller kun i noget omfang. Med udflytningen af industri fra området, giver de gamle industribygninger mulighed for, at lægge areal til foreninger og andre institutioner og derfor findes f.eks. Ungdomshuset på Dortheavej i en gammel industri- og lagerbygning og kulturhuset Bolsjefabrikken på Lærkevej (der trods navnet er tidligere smedie- og VVS-værksted).
På trods af det formelle tilhørsforhold til bydelen Bispebjerg, ses Nordvestkvarteret ofte sat sammen med Nørrebro-bydelen, og der sker fra Københavns kommunes side tiltag for at skabe større integration mellem Nørrebro og Bispebjerg..